# Tutta colpa del paradiso
Pour plus de détails, voir Fiche technique et Distribution.
Tutta colpa del paradiso est un film italien réalisé par Francesco Nuti, sorti en 1985.

## Synopsis
Un ex-détenu tente de prendre contact avec son fils, adopté par un couple vivant dans les montagnes.

## Fiche technique
- Titre : Tutta colpa del paradiso
- Réalisation : Francesco Nuti
- Scénario : Vincenzo Cerami, Francesco Nuti et Giovanni Veronesi
- Musique : Giovanni Nuti
- Photographie : Giuseppe Ruzzolini
- Montage : Sergio Montanari
- Production : Giorgio Leopardi et Gianfranco Piccioli
- Société de production : C.G. Silver Film et Union P.N.
- Pays :  Italie
- Genre : Comédie
- Durée : 102 minutes
- Dates de sortie : 
  - Italie : 1985

## Distribution
- Francesco Nuti : Romeo Casamonica
- Ornella Muti : Celeste
- Roberto Alpi : Alessandro
- Novello Novelli : Oste
- Bobby Rhodes : Sonny
- Silvia Annichiarico
- Alex Partexano : Mario
- Patrizia Tesone
- Marco Vivio : Lorenzo

## Distinctions
Lors de la 31e cérémonie des David di Donatello, le film est nommé au David di Donatello du meilleur acteur pour Francesco Nuti.